# Tim Hronek
Tim Hronek (ur. 1 czerwca 1995) – niemiecki narciarz dowolny, specjalizujący się w skicrossie. W 2013 roku wystartował na mistrzostwach świata juniorów w Chiesa in Valmalenco, jednak nie ukończył rywalizacji. jeszcze trzykrotnie startował na zawodach tego cyklu, najlepszy wynik osiągając podczas mistrzostw świata juniorów w Chiesa in Valmalenco w 2015 roku, gdzie zdobył srebrny medal. W zawodach Pucharu Świata zadebiutował 6 lutego 2015 roku w Arosie, zajmując 41. miejsce w skicrossie. Pierwsze pucharowe punkty wywalczył 11 grudnia 2015 roku w Val Thorens, zajmując 28. miejsce. Na podium zawodów tego cyklu po raz pierwszy stanął 21 grudnia 2016 roku w Innichen, zajmując drugie miejsce. W zawodach tych rozdzielił na podium Filipa Flisara ze Słowenii i Alexa Fivę ze Szwajcarii. W 2018 roku wystartował na Igrzyskach Olimpijskich, gdzie zajął 23. pozycję. Rok później na mistrzostwach świata w Solitude był 26.

## Osiągnięcia

### Igrzyska olimpijskie
| Miejsce | Dzień     | Rok  | Miejscowość | Konkurencja | Zwycięzca   |
| ------- | --------- | ---- | ----------- | ----------- | ----------- |
| 23.     | 21 lutego | 2018 | Pjongczang  | Skicross    | Brady Leman |

### Mistrzostwa świata
| Miejsce | Dzień     | Rok  | Miejscowość | Konkurencja | Zwycięzca        |
| ------- | --------- | ---- | ----------- | ----------- | ---------------- |
| 26.     | 2 lutego  | 2019 | Solitude    | Skicross    | François Place   |
| 20.     | 26 lutego | 2023 | Bakuriani   | Skicross    | Simone Deromedis |
| 14.     | 21 marca  | 2025 | Engadyna    | Skicross    | Ryan Regez       |

### Puchar Świata

#### Miejsca w klasyfikacji generalnej
- sezon 2015/2016: 200.
- sezon 2016/2017: 79.
- sezon 2017/2018: 137.
- sezon 2018/2019: 180.
- sezon 2019/2020: 115.

Od sezon 2020/2021 klasyfikacja skicrossu zastąpiła klasyfikację generalną.
- sezon 2020/2021: 24.
- sezon 2021/2022: 36.
- sezon 2022/2023: 12.
- sezon 2023/2024: 19.
- sezon 2024/2025: 17.

#### Miejsca na podium w zawodach
1. Innichen – 21 grudnia 2016 (skicross) – 2. miejsce
2. Sołniecznaja Dolina – 25 lutego 2017 (skicross) – 2. miejsce
3. Megève – 1 lutego 2020 (skicross) – 3. miejsce
4. Veysonnaz – 21 marca 2021 (skicross) – 3. miejsce
5. Innichen – 22 grudnia 2023 (skicross) – 2. miejsce